# Beire
Beire – gmina w Hiszpanii, w Nawarze, o powierzchni 22,25 km². W 2011 roku gmina liczyła 320 mieszkańców.